# Dark Sky Island
Dark Sky Island – ósmy studyjny album irlandzkiej wokalistki i multiinstrumentalistki Enyi. Światowa premiera miała miejsce 20 listopada 2015 roku. Wersja winylowa ukazała się 18 grudnia 2015 roku. Album był pierwszym albumem artystki po 7-letniej przerwie. Tytuł albumu odnosi się do wyspy Sark, określanej mianem „wyspy ciemnego nieba” (ang. dark sky island).

## Lista utworów
Źródło.
1. „The Humming”
2. „So I Could Find My Way”
3. „Even in the Shadows”
4. „The Forge of the Angels”
5. „Echoes in Rain”
6. „I Could Never Say Goodbye”
7. „Dark Sky Island”
8. „Sancta Maria”
9. „Astra Et Luna”
10. „The Loxian Gate”
11. „Diamonds on the Water”

Dodatkowo, we wersji deluxe albumu ukazały się 3 bonusowe piosenki:
1. „Solace”
2. „Pale Grass Blue”
3. „Remember Your Smile”

## Sprzedaż
Według informacji podanej fanom, do stycznia 2016 roku album sprzedał się w łącznym nakładzie ponad 1,1 miliona egzemplarzy.

## Certyfikaty i sprzedaż
| Kraj                      | Certyfikat      | Sprzedaż |
| ------------------------- | --------------- | -------- |
| Australia (ARIA)          | złota płyta     | 35 000+  |
| Belgia (BEA)              | złota płyta     | 15 000+  |
| Kanada (MC)               | złota płyta     | 40 000+  |
| Niemcy (BVMI)             | złota płyta     | 100 000+ |
| Nowa Zelandia (RMNZ)      | złota płyta     | 7 500+   |
| Szwajcaria (IFPI Schweiz) | złota płyta     | 10 000+  |
| Węgry (MAHASZ)            | platynowa płyta | 2 000+   |
| Wielka Brytania (BPI)     | złota płyta     | 100 000+ |